# Jürgen Overdiek
Jürgen Overdiek (* 1954 in Gladbeck; † 21. Februar 2007) war ein deutscher Architekt und Stadtplaner.

## Leben
Nach dem Realschulabschluss wechselte Overdiek zum Gymnasium St. Ursula Dorsten. Hier legte er 1974 das Abitur ab und studierte dann von 1977 bis 1982 Architektur an der RWTH Aachen. Jürgen Overdiek ging, wie seine späteren Partner Karl-Heinz Petzinka und Christoph Ingenhoven, aus der Schule von Wolfgang Döring hervor. Von 1982 bis 1996 arbeitete Overdiek in Büropartnerschaft mit Karl-Heinz Petzinka zusammen, von 1996 bis 1999 mit Hans Kahlen, anschließend mit Christoph Ingenhoven (Ingenhoven Overdiek und Partner). 2004 machte er sich ohne Partner selbstständig.
Seinen Entschluss, sich von seinem Partner Christoph Ingenhoven zu trennen und mit rund 30 Mitarbeitern nun ganz eigenständig zu arbeiten, beschrieb Overdiek in einem Interview so:

„Ingenhoven Overdiek hatte damals 125 Mitarbeiter. Da stand ich nur noch im Dienst der Sache und konnte nicht mehr künstlerisch arbeiten. Zwar kann ich mich auch jetzt nicht eine Stunde mit der Gestaltung eines Geländers beschäftigen, aber ich kann mit meinen 30 Mitarbeitern komplexe städtebauliche Projekte entwickeln. Das ist mein Ding.“.
Sitz seines Architekturbüros wurde die Plange-Mühle im Düsseldorfer Medienhafen, ein unter Denkmalschutz stehendes ehemaliges Mühlenwerk, das Overdiek bis 2003 selbst zu einem Bürohaus mit 20.000 m² Nutzfläche umgestaltet hatte.
Mit der von ihm gegründeten Kai 18 GmbH & Co. KG trat er auch als Projektentwickler, Investor, Eigentümer und Service- / Dienstleistungs-Anbieter auf. Zum Jahreswechsel 2006/2007 gründete Overdiek zusammen mit Georg Conzen die Cover-Projektentwicklungsgesellschaft GmbH und übernahm den Geschäftsbereich RAG-Gewerbeimmobilien GmbH (RGI) von der RAG Immobilien GmbH (Muttergesellschaft).
Im Februar 2007 kehrte Jürgen Overdiek von einem Auslandsaufenthalt über den Flughafen Frankfurt am Main nach Deutschland zurück. Zusammen mit seinem älteren Bruder Hans H. Overdiek (ehemals Chef des Oberpfälzer Möbel- und Bauzulieferers Pfleiderer) ließ er sich von einem Firmenwagen abholen und verunglückte auf der A 3 nach Düsseldorf tödlich an der Ausfahrt Ransbach/Baumbach.
Overdiek hinterließ seine Frau und vier Kinder.

## Auszeichnungen
- 1981: Förderpreis des Landes Nordrhein-Westfalen für Architektur
- 1982: Hünebeckpreis der RWTH Aachen
- 1984: Architektur-Förderpreis des Landes Nordrhein-Westfalen
- 1984–1985: Stipendiat der Villa Massimo in Rom

Für Auszeichnungen des Büros Ingenhoven Overdiek und Partner siehe dort.